# Archaeochlus tasmaniae
Archaeochlus tasmaniae är en tvåvingeart som först beskrevs av Freeman 1961.  Archaeochlus tasmaniae ingår i släktet Archaeochlus och familjen fjädermyggor. Inga underarter finns listade i Catalogue of Life.